# Maison Thomas
La maison Thomas est une maison située en France sur la commune de Pradelles, dans la région Auvergne-Rhône-Alpes.

## Localisation
La maison est située dans le département français de la Haute-Loire, sur la commune de Pradelles, dans l'ancienne région administrative d'Auvergne.

## Historique
La façade de la maison Thomas est agrémentée de deux portes présentant des archivoltes en forme de lancettes. Il est probable que cette construction soit un vestige de l'ancien prieuré de Pradelles, relevant de La Chaise-Dieu, en raison des caractéristiques architecturales détaillées et de sa proximité immédiate avec l'église.

## Protection
La façade comportant deux portes gothiques et la toiture correspondante sont inscrites au titre des monuments historiques par arrêté du 23 mars 1972.